# National Steel and Shipbuilding Company

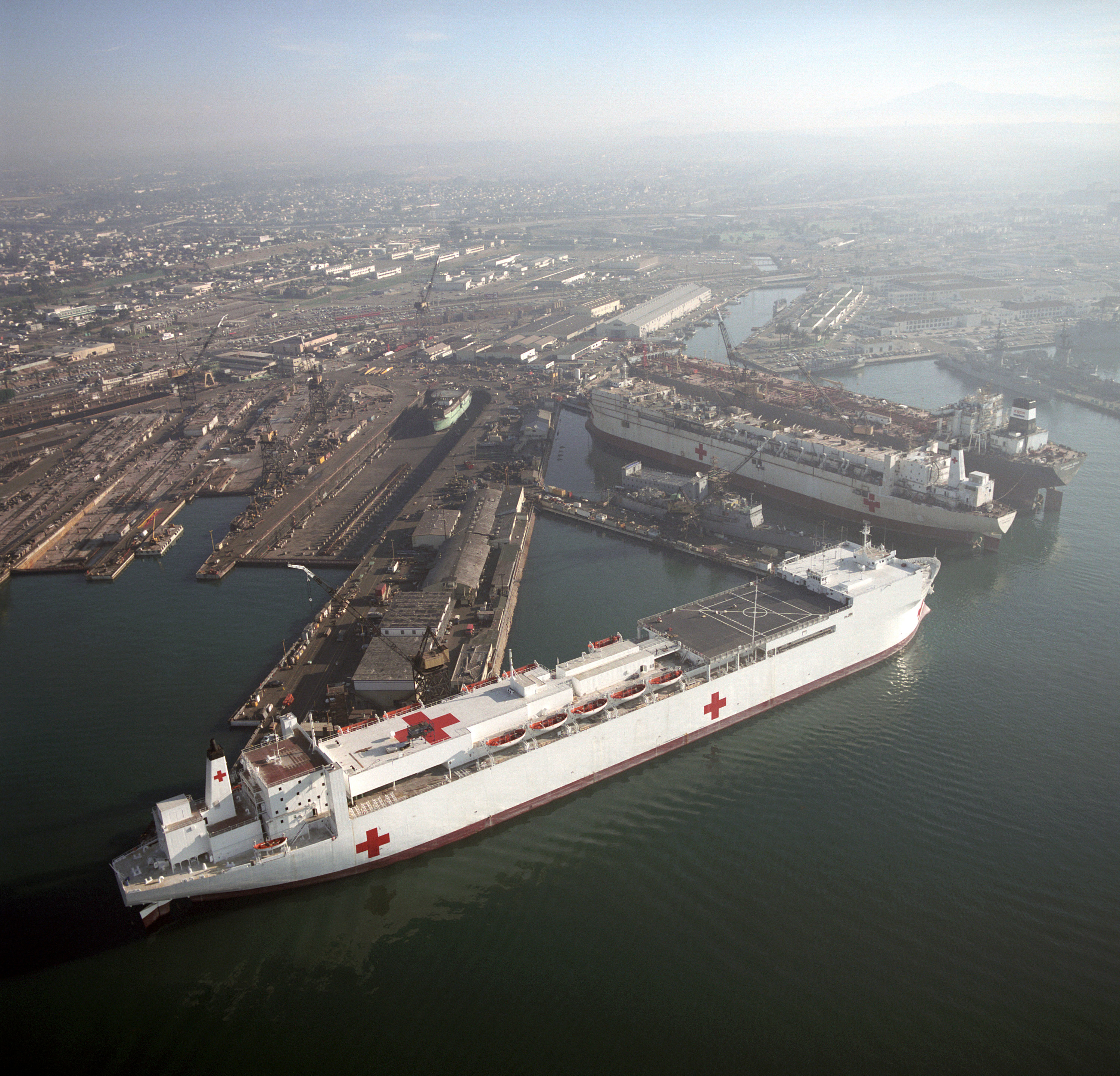
Luftbild eines Teils des Werftgeländes in San Diego

National Steel and Shipbuilding Company (NASSCO) ist ein US-amerikanisches Schiffbauunternehmen.

## Geschichte
1905 begann das Unternehmen als California Iron Works mit einer kleinen Maschinenwerkstatt und Gießerei. 1922 wurde California Iron Works von der US National Bank übernommen und in National Iron Works umbenannt. 1944 zog National Iron Works an seinen heutigen Standort in San Diego Bay und wurde 1949 in National Steel und Shipbuilding Co. (NASSCO) umbenannt
1959 wurde die Firma von vier Eigentümern, darunter Henry J. Kaiser Company und Morrison-Knudsen übernommen. 1979 kaufte Morrison-Knudsen die Anteile von Kaiser auf, und 1989 erwarb das Management das Unternehmen. 1998 übernahm General Dynamics NASSCO für 415 Millionen US-Dollar und investierte 135 Millionen US-Dollar. 2011 übernahm General Dynamics-NASSCO die Metro Machine Corp., eine Reparaturwerft in Norfolk, Virginia und benannte sie in NASSCO-Norfolk um.

## Beschreibung
Heute besteht NASSCO als eine Abteilung von General Dynamics aus drei Werften in San Diego, Norfolk und Mayport. Die Werft in San Diego ist auf den Bau von kommerziellen Frachtschiffen und Hilfsschiffen für die US Navy und das Military Sealift Command spezialisiert. Es ist die einzige Schiffsneubauwerft an der Westküste der Vereinigten Staaten. Die Virginia-Werft führt vorwiegend Schiffsreparaturen und -umbauten für die US-Marine durch.

## Bauprogramm der Werften
NASSCO begann 1959 mit dem Bau von Frachtschiffen. Das bekanntestes Handelsschiff war der Tanker Exxon Valdez, der 1986 abgeliefert und 1989 nach einem Unfall und einer Ölpest in Alaska zu NASSCO zur Reparatur zurückkehrte. Ab den 1990er Jahren baute die Werft Schiffe für die Navy (AOE-10-Hilfsschiffe, strategischen Sealift-Schiffe und zwei Schiffe der TOTE-Orca-Klasse).
In den 2000er Jahren erfolgten Service-Arbeiten an den US-amerikanischen Kriegsschiffen Ticonderoga und Spruance in San Diego. Im Jahr 2001 erhielt NASSCO einen großen Auftrag zum Bau von 14 Trockenfrachter der Lewis-und-Clark-Klasse mit einem Auftragswert von $ 3,7 Milliarden.
Drei Schiffe einer neuen Schiffsklasse für die US Navy der sogenannte Mobile Landing Platform wurden ab 2012 abgeliefert. Im Dezember 2012 unterzeichnete die Werft einen Vertrag über den Bau von zwei 233 m langen Containerschiffen, die mit Flüssigerdgas (LNG) betrieben werden. Das erste, die Isla Bella wurde 2015 abgeliefert und ist das größte LNG-betriebene Containerschiff.
2016 bestellte Matson zwei neue Roll-on/Roll-off-Schiffe (ConRo) für ihre Hawaii-Flotte zu einem Vertragspreis von 511 Millionen US-Dollar für beide Schiffe.